# Ozyptila monroensis
Ozyptila monroensis är en spindelart som beskrevs av Eugen von Keyserling 1884. Ozyptila monroensis ingår i släktet Ozyptila och familjen krabbspindlar. Inga underarter finns listade i Catalogue of Life.